# Токобанк
«Токобанк» — ныне не существующий крупный российский банк 90-х годов двадцатого века, основан 31 октября 1989 года, в 1998 году лицензия отозвана.

## История
В 1990 году получил генеральную валютную лицензию № 1 на проведение банковских операций. Первым из коммерческих банков получил право проводить операции с золотом. В начале 1990-х (по 1994 год) был единственным российским банком, имевшим право завозить в Россию долларовую наличность. В 1992 году коммерческий «Токобанк» стал владельцем контрольного пакета акций (80,6 %) бывшего совзагранбанка Ost-West Handelsbank (Германия).
Банк работал преимущественно с юридическими лицами, при этом имел хорошую репутацию у западных банкиров, которые охотно предоставляли банку кредиты на выгодных условиях. В рейтинге 1994 года занимал 5 место по размеру собственного капитала. В 1995—1996 годах был одним из немногих российских банков, которые эксперты относили к «финансовым империям».
К 1997 году у банка второй год подряд была отрицательная по международным стандартам прибыль, и дивиденды не выплачивались.
8 мая 1998 года Центральный банк России объявил о введении в банке временной администрации под руководством Владимира Столяренко. На тот момент «Токобанк» был одним из крупнейших заёмщиков средств у банков-нерезидентов и его суммарная задолженность оценивалась в 500 млн долларов США. Сперва о своём желании приобрести «Токобанк» и рассчитаться по его долгам заявил «Банк Москвы», однако после проведения собственного аудита отозвал своё предложение, поскольку задолженность банка оказалась в три раза больше, чем оценивал Центробанк. По итогам аудита «Токобанка» агентство Moody’s заявило о своём намерении снизить рейтинг сразу не названных им поимённо девяти российских банков.
31 августа 1998 года после начала экономического кризиса у банка отозвана лицензия в связи с «неисполнением банком федеральных законов, регулирующих банковскую деятельность, нормативных актов Банка России, неспособностью удовлетворить требования кредиторов по денежным обязательствам и исполнить обязанность по уплате обязательных платежей».
Тем не менее, даже после ликвидации банка его бумаги охотно покупались на рынке банковских долгов, причём их цена доходила до 80 % от номинала.